# سد ییانگ‌شان
سد ییانگ‌شان (به لاتین: Yayangshan Dam) یک سد خاکی و نیروگاه برقابی در چین است که در پوور سیتی واقع شده‌است.